# Bronisław Luty
Bronisław Luty (ur. 21 sierpnia 1909 we Włostowicach, zm. ?) – polski rolnik, poseł na Sejm PRL IV i V kadencji.

## Życiorys
Uzyskał wykształcenie podstawowe, z zawodu rolnik. Był przewodniczącym Rolniczej Spółdzielni Produkcyjnej w Izbicach oraz członkiem Naczelnego Komitetu Zjednoczonego Stronnictwa Ludowego. W 1965 i 1969 uzyskiwał mandat posła na Sejm PRL w okręgu Leszno. Przez dwie kadencje zasiadał w Komisji Przemysłu Ciężkiego, Chemicznego i Górnictwa.

## Odznaczenia
- Order Sztandaru Pracy II klasy
- Krzyż Oficerski Orderu Odrodzenia Polski
- Srebrny Krzyż Zasługi
- Odznaka 1000-lecia Państwa Polskiego (1966)[1]